# Federico García Trujillo
Federico García Trujillo (La Laguna, Tenerife, 1988) és un artista canari establert a Barcelona. És llicenciat en Belles Arts per la Universitat de Barcelona i va estudiar un any a la Universitat Metropolitana de Manchester. Va exposar La pintura como lenguaje documental a la galeria Miscelanea de Barcelona i va ser seleccionat per a participar en la Biennal d'Art Contemporani –Jove Creació Europea, una exposició que ha itinerat per diversos països europeus. També ha participat en nombroses exposicions col·lectives, entre les quals destaquen Aparteu les cadires (Can Felipa Arts Visuals, Barcelona), Escenaris de realitat (re)ficcionada (Fundació Arranz Bravo, l'Hospitalet de Llobregat), Memorias de contrabando (Centro de Arte La Recova, Santa Cruz de Tenerife) i Artificiala (Cyan Gallery, Barcelona). Ha aconseguit atreure l'atenció de l'entorn artístic barceloní amb un treball de resignificació i recontextualització en traslladar a un suport artesanal –normalment pintura i dibuix– els continguts mediàtics que es produeixen en la nostra contemporaneïtat i, sobretot, els que es produeixen per circumstàncies històriques i que pugnen per quedar representats en el present.